# فرد هايات
فرد هايات (بالإنجليزية: Fred Hiatt)‏ هو صحفي أمريكي، ولد في 30 أبريل 1955.

## وصلات خارجية
- فرد هايات على موقع إن إن دي بي (الإنجليزية)